# District historique de Catalina Vista
Le district historique de Catalina Vista – ou Catalina Vista Historic District en anglais – est un district historique américain à Tucson, dans le comté de Pima, en Arizona. Inscrit au Registre national des lieux historiques le 29 octobre 2003, il comprend des bâtiments dans plusieurs styles architecturaux, dont sept dans le style Pueblo Revival.